# Dmitri Okhotsimski
Dmitri Evgenievitch Okhotsimski (em russo:  Дми́трий Евге́ньевич Охоци́мский) foi um cientista soviético, pioneiro nas pesquisas balísticas na União Soviética. Escreveu trabalhos fundamentais nas áreas de mecânica celeste, viagens espaciais, dinâmica e robótica.
Foi um dos responsáveis pelos cálculos balísticos das especificações de Sergei Korolev, que resultaram no desenvolvimento do foguete
R-7 Semyorka.